# 1354 Бота
1354 Бота́ (1354 Botha) — астероїд головного поясу, відкритий 3 квітня 1935 року.
Тіссеранів параметр щодо Юпітера — 3,170.